# Steve Bruce
Stephen Roger Bruce, detto Steve Bruce (Corbridge, 31 dicembre 1960), è un allenatore di calcio ed ex calciatore inglese, di ruolo difensore, tecnico del Blackpool.

## Biografia
Sposato con Janet, ha due figli, Alex (1984), che ha giocato come difensore, e Amy.

## Carriera

### Calciatore

#### Club

##### Gillingham e Norwich City
Prodotto delle giovanili del Gillingham, nel 1978-1979, malgrado venga impiegato come difensore nella squadra riserve, riesce a segnare 18 gol, terminando la stagione come migliore marcatore della compagine biancoblù. Nel maggio 1979 va vicino all'esordio con la prima squadra in campionato, debutto che avverrà l'11 agosto 1979, in Coppa di Lega, contro il Luton Town. Nel 1979-1980 è autore di ottime prestazioni e alla fine dell'annata vince il premio di Giocatore dell'anno della squadra, con cui collezionerà oltre 200 presenze ed entrerà per due volte nella "squadra dell'anno" della Third Division, la terza divisione inglese.
Nell'agosto del 1984 si trasferisce al Norwich City per una somma di denaro compresa tra 125 000 e 135 000 sterline. All'esordio in massima serie e con il nuovo club, contro il Liverpool, segna un'autorete, ma nel corso dell'annata si impone come uno dei giocatori titolari della squadra, con cui vince la Coppa di Lega inglese 1984-1985 da protagonista, dopo aver segnato il gol decisivo nella semifinale contro i rivali regionali dell'Ipswich Town ed essere stato nominato migliore giocatore della finale, oltre che Giocatore della stagione del Norwich City, sebbene il club non riesca a evitare la retrocessione in Second Division. Nel 1985-1986 gioca tutte le partite della stagione, chiusasi con la promozione in massima serie; successivamente diviene il nuovo capitano della compagine gialloverde, al posto del partente Dave Watson. Nel 1986-1987 ottiene con i compagni il quinto posto in massima divisione. Nel 2002 sarà inserito nella hall of fame del club.

##### Manchester  United

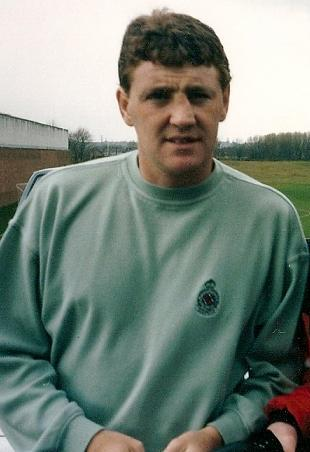
Bruce nel 1992

Attirate le attenzioni dei maggiori club inglesi, il 17 dicembre 1987 viene ingaggiato dal Manchester Utd in cambio di una cifra compresa tra 800 000 e 825 000 sterline. Debutta con i Red Devils il 19 dicembre, nella partita vinta per 2-1 contro il Portsmouth, e gioca 21 delle restanti 22 partite di campionato, concluso al secondo posto, migliore piazzamento per i rossi dal 1980. A seguito del deludente piazzamento dell'annata 1988-1989, l'allenatore Alex Ferguson decide di inserire in squadra molti nuovi giocatori, tra cui Gary Pallister, la cui intesa con Bruce al centro della difesa sarà ottima. Nel 1989-1990 Bruce vince la FA Cup battendo il Crystal Palace della ripetizione della finale, mentre nella stagione 1990-1991 è il terzo marcatore della squadra, con 13 reti in campionato e 19 in totale, e si aggiudica con i compagni la Coppa delle Coppe, battendo in finale il Barcellona per 2-1; l'annata vede Bruce disputare anche la finale di Coppa di Lega, da cui lo United esce sconfitto dal Sheffield Weds, club di Second Division.
Dopo aver saltato molte partite della stagione 1991-1992 perché operato di ernia, vince la Coppa di Lega, capitanando lo United nella finale disputata al posto dell'infortunato Bryan Robson e vinta contro il Nottingham Forest. Nel 1992-1993 Robson continua a soffrire di infortuni continui, per cui Bruce lo rimpiazza per la maggior parte delle partite con la fascia di capitano, nella prima annata della Premier League. Grazie a due reti segnate allo Sheffield Wednesday, Bruce risulta decisivo per la vittoria del titolo da parte dei Red Devils, il primo campionato vinto dalla squadra dal 1967. Nella stagione seguente si assiste a un dominio della squadra di Ferguson, che rivince il campionato e anche la Coppa d'Inghilterra (sconfiggendo in finale il Chelsea): Bruce diviene il primo capitano inglese a centrare il double nel XX secolo.
L'annata 1994-1995 è deludente per Bruce e lo United, che terminano la stagione senza trofei e vengono sconfitti in finale di FA Cup dall'Everton. Le soddisfazioni torneranno nel 1995-1996, quando Bruce, nonostante i tentennamenti iniziali circa la prosecuzione della carriera agonistica (a causa di offerte di tre club che gli proponevano di iniziare la carriera di allenatore), prosecuzione fortemente voluta da Ferguson, vince nuovamente il campionato inglese con il Manchester United, giocando 30 partite di Premier League e recuperando, con i compagni, un distacco di 12 punti dal Newcastle Utd: per lo United è il terzo campionato vinto in quattro anni. Una settimana più tardi, l'11 maggio 1996, Bruce, lievemente infortunato, non viene schierato nella finale di FA Cup vinta dai Red Devils contro il Liverpool; a trionfo ottenuto, Éric Cantona, autore dell'unico gol dello United e capitano al posto di Bruce, cerca di coinvolgere Bruce nei festeggiamenti, invitandolo a sollevare il trofeo di fronte alla folla festante, ma egli rifiuta polemicamente. Si congeda dal Manchester United dopo aver giocato in tutto 414 gare e segnato 51 reti.

##### Birmingham City e Sheffield United
Trentaseienne, passa dunque, a parametro zero, al Birmingham City, club di seconda serie con cui gioca per un altro biennio, per un ingaggio annuo di 2 milioni di sterline, che lo rendono uno dei giocatori più pagati del campionato inglese. Voluto dall'allenatore Trevor Francis, nel 1996-1997 è tra i calciatori più esperti della squadra biancoblù, che non riesce, malgrado i propositi iniziali, a raggiungere la promozione in Premier League, chiudendo con un amaro decimo posto. La stagione successiva non sarà più rosea, con il Birmingham che si piazza settimo in classifica e Bruce in disaccordo con Francis. Nel 1997-1998 i contrasti con l'allenatore si fanno più aspri, specie a seguito di un'esclusione dalla formazione che affronta il Nottingham Forest: le pubbliche dichiarazioni velenose tra i due si accompagnano alle voci di una possibile sostituzione di Francis proprio con Bruce, ormai in procinto di ritirarsi dall'attività agonistica.
Nel 1998 Bruce accetta di rivestire il ruolo di giocatore-allenatore dello Sheffield Utd, dove approda il 2 luglio 1998. Gioca 11 partite con la squadra prima del ritiro, avvenuto il 28 novembre 1998, alla fine della partita casalinga contro il Sunderland.

#### Nazionale
Nel gennaio 1979 viene convocato dalla nazionale inglese Under-18; con la squadra prende parte al campionato europeo di categoria del 1980.
Nel 1987 viene nominato capitano della squadra B dell'Inghilterra per una partita giocata contro la nazionale maggiore di Malta, ma sarà quella la sua unica presenza con la nazionale inglese, dato che non esordirà mai nella nazionale maggiore. È ricordato come uno dei più forti difensori inglesi a non aver mai indossato la maglia dell'Inghilterra.

### Allenatore
Dopo il ritiro ha allenato Sheffield United, Huddersfield, Crystal Palace, Birmingham City, Wigan e Sunderland.
L'8 giugno 2012 firma un contratto della durata di tre anni con l'Hull City. Conclude la sua prima stagione riconducendo la squadra in Premier League. Il secondo anno raggiunge una salvezza tranquilla, ma soprattutto la finale di FA Cup, la prima nella storia del club, nella quale viene sconfitto dall'Arsenal per 2-3 ai tempi supplementari. L'11 marzo 2015 sigla un rinnovo triennale. Il 22 luglio 2016 rassegna le proprie dimissioni da allenatore dell'Hull City.
Il 12 ottobre 2016 subentra sulla panchina dell'Aston Villa, in seconda serie. Nella seconda partita della propria gestione batte il Reading, dando ai Villans la prima vittoria dopo 11 partite di campionato, che viene concluso dalla squadra al dodicesimo posto. Nel 2017-2018 Bruce guida i suoi al quarto posto finale e giunge fino alla finale dei play-off per la promozione, da cui esce sconfitto contro il Fulham. È esonerato il 2 ottobre 2018, dopo il 3-3 interno contro il Preston N.E., formazione allora ultima in classifica.
Nel gennaio 2019 assume a stagione in corso la guida del Sheffield Weds, club di seconda serie che porta al dodicesimo posto. Si dimette nel luglio 2019 in modo controverso per firmare con il Newcastle Utd, tra le proteste della dirigenza dello Sheffield Wednesday, che segnala all'organo competente la condotta a suo dire irregolare del tecnico.
Nelle prime due stagioni sulla panchina del Newcastle Utd ottiene rispettivamente un 13º e un 12º posto. Il 20 ottobre 2021, a seguito di un avvio di campionato deludente con i Magpies coinvolti nella lotta per non retrocedere, il club e Bruce risolvono consensualmente il contratto.
Il 3 febbraio 2022 diviene il nuovo allenatore del West Bromwich, firmando un contratto di 18 mesi.

## Statistiche

### Presenze e reti nei club
| Stagione               | Squadra                | Campionato             | Campionato | Campionato | Coppe nazionali | Coppe nazionali | Coppe nazionali | Coppe continentali | Coppe continentali | Coppe continentali | Altre coppe | Altre coppe | Altre coppe | Totale | Totale | Totale |
| Stagione               | Squadra                | Comp                   | Pres       | Reti       | Comp            | Pres            | Reti            | Comp               | Pres               | Reti               | Comp        | Pres        | Reti        | Pres   | Reti   |        |
| ---------------------- | ---------------------- | ---------------------- | ---------- | ---------- | --------------- | --------------- | --------------- | ------------------ | ------------------ | ------------------ | ----------- | ----------- | ----------- | ------ | ------ | ------ |
| 1979-1980              | Gillingham             | TD                     | 40         | 6          | FACup+CdL       | 0+4             | 2               | -                  | -                  | -                  | -           | -           | -           | 44     | 8      |        |
| 1980-1981              | Gillingham             | TD                     | 41         | 4          | FACup+CdL       | 1+4             | 0+3             | -                  | -                  | -                  | -           | -           | -           | 46     | 7      |        |
| 1981-1982              | Gillingham             | TD                     | 45         | 6          | FACup+CdL       | 5+2             | 1+0             | -                  | -                  | -                  | FLG         | 3           | 1           | 55     | 8      |        |
| 1982-1983              | Gillingham             | TD                     | 39         | 7          | FACup+CdL       | 2+5             | 0+1             | -                  | -                  | -                  | -           | -           | -           | 46     | 8      |        |
| 1983-1984              | Gillingham             | TD                     | 40         | 6          | FACup+CdL       | 6+0             | 1               | -                  | -                  | -                  | -           | -           | -           | 46     | 7      |        |
| Totale Gillingham      | Totale Gillingham      | Totale Gillingham      | 205        | 29         |                 | 29              | 8               |                    | -                  | -                  |             | 3           | 1           | 237    | 38     |        |
| 1984-1985              | Norwich City           | FD                     | 39         | 1          | FACup+CdL       | 5+9             | 1+3             | -                  | -                  | -                  | -           | -           | -           | 53     | 5      |        |
| 1985-1986              | Norwich City           | SD                     | 42         | 8          | FACup+CdL       | 1+4             | 0+2             | -                  | -                  | -                  | FLSC        | 6           | 0           | 53     | 10     |        |
| 1986-1987              | Norwich City           | FD                     | 41         | 3          | FACup+CdL       | 3+4             | 0               | -                  | -                  | -                  | FmC         | 4           | 0           | 52     | 3      |        |
| 1987-gen. 1988         | Norwich City           | FD                     | 19         | 2          | FACup+CdL       | 0+3             | 1               | -                  | -                  | -                  | -           | -           | -           | 22     | 3      |        |
| Totale Norwich City    | Totale Norwich City    | Totale Norwich City    | 141        | 14         |                 | 29              | 7               |                    | -                  | -                  |             | 10          | 0           | 180    | 21     |        |
| gen.-giu. 1988         | Manchester Utd         | FD                     | 21         | 2          | FACup+CdL       | 3+0             | 0               | -                  | -                  | -                  | -           | -           | -           | 24     | 2      |        |
| 1988-1989              | Manchester Utd         | FD                     | 38         | 2          | FACup+CdL       | 7+3             | 1+1             | -                  | -                  | -                  | MmT         | 3           | 1           | 51     | 5      |        |
| 1989-1990              | Manchester Utd         | FD                     | 34         | 3          | FACup+CdL       | 7+2             | 0               | -                  | -                  | -                  | -           | -           | -           | 43     | 3      |        |
| 1990-1991              | Manchester Utd         | FD                     | 31         | 13         | FACup+CdL       | 3+7             | 0+2             | CdC                | 8                  | 4                  | CS          | 1           | 0           | 50     | 19     |        |
| 1991-1992              | Manchester Utd         | FD                     | 37         | 5          | FACup+CdL       | 1+7             | 0+1             | CdC                | 4                  | 0                  | SU          | 1           | 0           | 50     | 6      |        |
| 1992-1993              | Manchester Utd         | PL                     | 42         | 5          | FACup+CdL       | 3+3             | 0               | CU                 | 2                  | 0                  | -           | -           | -           | 50     | 5      |        |
| 1993-1994              | Manchester Utd         | PL                     | 41         | 3          | FACup+CdL       | 7+9             | 0+2             | UCL                | 4                  | 2                  | CS          | 1           | 0           | 62     | 7      |        |
| 1994-1995              | Manchester Utd         | PL                     | 35         | 2          | FACup+CdL       | 5+1             | 2+0             | UCL                | 6                  | 0                  | CS          | 1           | 0           | 48     | 4      |        |
| 1995-1996              | Manchester Utd         | PL                     | 30         | 1          | FACup+CdL       | 5+2             | 0               | CU                 | 2                  | 0                  | -           | -           | -           | 39     | 1      |        |
| Totale Manchester Utd  | Totale Manchester Utd  | Totale Manchester Utd  | 309        | 36         |                 | 75              | 9               |                    | 26                 | 6                  |             | 7           | 1           | 417    | 52     |        |
| 1996-1997              | Birmingham City        | FD                     | 32         | 0          | FACup+CdL       | 3+4             | 1+0             | -                  | -                  | -                  | -           | -           | -           | 39     | 1      |        |
| 1997-1998              | Birmingham City        | FD                     | 40         | 2          | FACup+CdL       | 3+2             | 0               | -                  | -                  | -                  | -           | -           | -           | 45     | 2      |        |
| Totale Birmingham City | Totale Birmingham City | Totale Birmingham City | 72         | 2          |                 | 12              | 1               |                    | -                  | -                  |             | -           | -           | 84     | 3      |        |
| 1998-1999              | Sheffield Utd          | FD                     | 10         | 0          | FACup+CdL       | 0+1             | 0               | -                  | -                  | -                  | -           | -           | -           | 11     | 0      |        |
| Totale carriera        | Totale carriera        | Totale carriera        | 737        | 81         |                 | 146             | 25              |                    | 26                 | 6                  |             | 20          | 2           | 929    | 114    |        |

### Statistiche da allenatore
Statistiche aggiornate al 11 ottobre 2022.
| Stagione                 | Squadra                  | Campionato               | Campionato | Campionato | Campionato | Campionato | Coppe nazionali | Coppe nazionali | Coppe nazionali | Coppe nazionali | Coppe nazionali | Coppe continentali | Coppe continentali | Coppe continentali | Coppe continentali | Coppe continentali | Altre coppe | Altre coppe | Altre coppe | Altre coppe | Altre coppe | Totale | Totale | Totale | Totale | % Vittorie | Piazzamento     |
| Stagione                 | Squadra                  | Comp                     | G          | V          | N          | P          | Comp            | G               | V               | N               | P               | Comp               | G                  | V                  | N                  | P                  | Comp        | G           | V           | N           | P           | G      | V      | N      | P      | %          | Piazzamento     |
| ------------------------ | ------------------------ | ------------------------ | ---------- | ---------- | ---------- | ---------- | --------------- | --------------- | --------------- | --------------- | --------------- | ------------------ | ------------------ | ------------------ | ------------------ | ------------------ | ----------- | ----------- | ----------- | ----------- | ----------- | ------ | ------ | ------ | ------ | ---------- | --------------- |
| 1998-1999                | Sheffield Utd            | FD                       | 46         | 18         | 13         | 15         | FACup+CdL       | 5+4             | 1+3             | 2+0             | 2+1             | -                  | -                  | -                  | -                  | -                  | -           | -           | -           | -           | -           | 55     | 22     | 15     | 18     | 40,00      | 8º              |
| 1999-2000                | Huddersfield Town        | FD                       | 46         | 21         | 11         | 14         | FACup+CdL       | 1+6             | 0+3             | 0+2             | 1+1             | -                  | -                  | -                  | -                  | -                  | -           | -           | -           | -           | -           | 53     | 24     | 13     | 16     | 45,28      | 8º              |
| lug.-ott. 2000           | Huddersfield Town        | FD                       | 11         | 5          | 2          | 4          | FACup+CdL       | 0+2             | 0               | 0               | 2               | -                  | -                  | -                  | -                  | -                  | -           | -           | -           | -           | -           | 13     | 5      | 2      | 6      | 38,46      | Eson.           |
| Totale Huddersfield Town | Totale Huddersfield Town | Totale Huddersfield Town | 57         | 26         | 13         | 18         |                 | 9               | 3               | 2               | 4               |                    | -                  | -                  | -                  | -                  |             | -           | -           | -           | -           | 66     | 29     | 15     | 22     | 43,94      |                 |
| apr.-giu. 2001           | Wigan                    | SD                       | 8          | 3          | 2          | 3          | FACup+CdL       | -               | -               | -               | -               | -                  | -                  | -                  | -                  | -                  | -           | -           | -           | -           | -           | 8      | 3      | 2      | 3      | 37,50      | Sub. 6º         |
| lug.-ott. 2001           | Crystal Palace           | FD                       | 15         | 10         | 0          | 5          | FACup+CdL       | 0+3             | 1               | 2               | 0               | -                  | -                  | -                  | -                  | -                  | -           | -           | -           | -           | -           | 18     | 11     | 2      | 5      | 61,11      | Eson.           |
| dic. 2001-2002           | Birmingham City          | FD                       | 23+3       | 11+1       | 7+2        | 5+0        | FACup+CdL       | 1+0             | 0               | 0               | 1               | -                  | -                  | -                  | -                  | -                  | -           | -           | -           | -           | -           | 27     | 12     | 9      | 6      | 44,44      | Sub. 5º (prom.) |
| 2002-2003                | Birmingham City          | PL                       | 38         | 13         | 9          | 16         | FACup+CdL       | 1+2             | 0+1             | 0+0             | 1+1             | -                  | -                  | -                  | -                  | -                  | -           | -           | -           | -           | -           | 41     | 14     | 9      | 18     | 34,15      | 13º             |
| 2003-2004                | Birmingham City          | PL                       | 38         | 12         | 14         | 12         | FACup+CdL       | 4+1             | 2+0             | 1+0             | 1+1             | -                  | -                  | -                  | -                  | -                  | -           | -           | -           | -           | -           | 43     | 14     | 15     | 14     | 32,56      | 10º             |
| 2004-2005                | Birmingham City          | PL                       | 38         | 11         | 12         | 15         | FACup+CdL       | 2+1             | 1+0             | 0+0             | 1+1             | -                  | -                  | -                  | -                  | -                  | -           | -           | -           | -           | -           | 41     | 12     | 12     | 17     | 29,27      | 12º             |
| 2005-2006                | Birmingham City          | PL                       | 38         | 8          | 10         | 20         | FACup+CdL       | 5+6             | 3+2             | 2+1             | 1+1             | -                  | -                  | -                  | -                  | -                  | -           | -           | -           | -           | -           | 49     | 13     | 13     | 22     | 26,53      | 18º (retr.)     |
| 2006-2007                | Birmingham City          | FLC                      | 46         | 26         | 8          | 12         | FACup+CdL       | 3+4             | 1+2             | 1+1             | 1+1             | -                  | -                  | -                  | -                  | -                  | -           | -           | -           | -           | -           | 53     | 29     | 10     | 14     | 54,72      | 2º (prom.)      |
| lug.-nov. 2007           | Birmingham City          | PL                       | 13         | 3          | 2          | 8          | FACup+CdL       | 0+2             | 1               | 0               | 1               | -                  | -                  | -                  | -                  | -                  | -           | -           | -           | -           | -           | 15     | 4      | 2      | 9      | 26,67      | Eson.           |
| Totale Birmingham City   | Totale Birmingham City   | Totale Birmingham City   | 234+3      | 84+1       | 62+2       | 88+0       |                 | 32              | 14              | 6               | 12              |                    | -                  | -                  | -                  | -                  |             | -           | -           | -           | -           | 269    | 99     | 70     | 100    | 36,80      |                 |
| nov. 2007-2008           | Wigan                    | PL                       | 24         | 8          | 8          | 8          | FACup+CdL       | 2+0             | 1               | 0               | 1               | -                  | -                  | -                  | -                  | -                  | -           | -           | -           | -           | -           | 26     | 9      | 8      | 9      | 34,62      | Sub. 14º        |
| 2008-2009                | Wigan                    | PL                       | 38         | 12         | 9          | 17         | FACup+CdL       | 1+3             | 0+2             | 0+0             | 1+1             | -                  | -                  | -                  | -                  | -                  | -           | -           | -           | -           | -           | 42     | 14     | 9      | 19     | 33,33      | 11º             |
| Totale Wigan             | Totale Wigan             | Totale Wigan             | 70         | 23         | 19         | 28         |                 | 6               | 3               | 0               | 3               |                    | -                  | -                  | -                  | -                  |             | -           | -           | -           | -           | 76     | 26     | 19     | 31     | 34,21      |                 |
| 2009-2010                | Sunderland               | PL                       | 38         | 11         | 11         | 16         | FACup+CdL       | 2+3             | 1+2             | 0+0             | 1+1             | -                  | -                  | -                  | -                  | -                  | -           | -           | -           | -           | -           | 43     | 14     | 11     | 18     | 32,56      | 13º             |
| 2010-2011                | Sunderland               | PL                       | 38         | 12         | 11         | 15         | FACup+CdL       | 1+2             | 0+1             | 0+0             | 1+1             | -                  | -                  | -                  | -                  | -                  | -           | -           | -           | -           | -           | 41     | 13     | 11     | 17     | 31,71      | 10º             |
| ago.-nov. 2011           | Sunderland               | PL                       | 13         | 2          | 5          | 6          | FACup+CdL       | 0+1             | 0               | 0               | 1               | -                  | -                  | -                  | -                  | -                  | -           | -           | -           | -           | -           | 14     | 2      | 5      | 7      | 14,29      | Eson.           |
| Totale Sunderland        | Totale Sunderland        | Totale Sunderland        | 89         | 25         | 27         | 37         |                 | 9               | 4               | 0               | 5               |                    | -                  | -                  | -                  | -                  |             | -           | -           | -           | -           | 98     | 29     | 27     | 42     | 29,59      |                 |
| 2012-2013                | Hull City                | FLC                      | 46         | 24         | 7          | 15         | FACup+CdL       | 3+2             | 0+1             | 2+0             | 1+1             | -                  | -                  | -                  | -                  | -                  | -           | -           | -           | -           | -           | 51     | 25     | 9      | 17     | 49,02      | 2º (prom.)      |
| 2013-2014                | Hull City                | PL                       | 38         | 10         | 7          | 21         | FACup+CdL       | 7+3             | 5+1             | 1+2             | 1+0             | -                  | -                  | -                  | -                  | -                  | -           | -           | -           | -           | -           | 48     | 16     | 10     | 22     | 33,33      | 16º             |
| 2014-2015                | Hull City                | PL                       | 38         | 8          | 11         | 19         | FACup+CdL       | 1+1             | 0+0             | 0+0             | 1+1             | UEL                | 4                  | 2                  | 1                  | 1                  | -           | -           | -           | -           | -           | 44     | 10     | 12     | 22     | 22,73      | 18º (retr.)     |
| 2015-2016                | Hull City                | FLC                      | 46+3       | 24+2       | 11+0       | 11+1       | FACup+CdL       | 4+5             | 2+2             | 1+2             | 1+1             | -                  | -                  | -                  | -                  | -                  | -           | -           | -           | -           | -           | 58     | 30     | 14     | 14     | 51,72      | 4º (prom.)      |
| Totale Hull City         | Totale Hull City         | Totale Hull City         | 168+3      | 66+2       | 36+0       | 66+1       |                 | 26              | 14              | 8               | 4               |                    | 4                  | 2                  | 1                  | 1                  |             | -           | -           | -           | -           | 201    | 84     | 45     | 72     | 41,79      |                 |
| ott. 2016-2017           | Aston Villa              | FLC                      | 35         | 15         | 7          | 13         | FACup+CdL       | 1+0             | 0               | 0               | 1               | -                  | -                  | -                  | -                  | -                  | -           | -           | -           | -           | -           | 36     | 15     | 7      | 14     | 41,67      | Sub. 12º        |
| 2017-2018                | Aston Villa              | FLC                      | 46+3       | 24+1       | 11+1       | 11+1       | FACup+CdL       | 1+3             | 0+2             | 0+0             | 1+1             | -                  | -                  | -                  | -                  | -                  | -           | -           | -           | -           | -           | 53     | 27     | 12     | 14     | 50,94      | 4º              |
| ago.-ott. 2018           | Aston Villa              | FLC                      | 11         | 3          | 6          | 2          | FACup+CdL       | 0+2             | 1               | 0               | 1               | -                  | -                  | -                  | -                  | -                  | -           | -           | -           | -           | -           | 12     | 4      | 6      | 3      | 33,33      | Eson.           |
| Totale Aston Villa       | Totale Aston Villa       | Totale Aston Villa       | 92+3       | 42+1       | 24+1       | 26+1       |                 | 7               | 3               | 0               | 4               |                    | -                  | -                  | -                  | -                  |             | -           | -           | -           | -           | 102    | 46     | 25     | 31     | 45,10      |                 |
| feb.-giu. 2019           | Sheffield Weds           | FLC                      | 18         | 7          | 8          | 3          | FACup+CdL       | -               | -               | -               | -               | -                  | -                  | -                  | -                  | -                  | -           | -           | -           | -           | -           | 18     | 7      | 8      | 3      | 38,89      | Sub. 12º        |
| 2019-2020                | Newcastle Utd            | PL                       | 38         | 11         | 11         | 16         | FACup+CdL       | 6+1             | 3+0             | 2+0             | 1+1             | -                  | -                  | -                  | -                  | -                  | -           | -           | -           | -           | -           | 45     | 14     | 13     | 18     | 31,11      | 13º             |
| 2020-2021                | Newcastle Utd            | PL                       | 38         | 12         | 9          | 17         | FACup+CdL       | 1+4             | 0+2             | 1+1             | 0+1             | -                  | -                  | -                  | -                  | -                  | -           | -           | -           | -           | -           | 43     | 14     | 11     | 18     | 32,56      | 12º             |
| lug.-ott. 2021           | Newcastle Utd            | PL                       | 8          | 0          | 3          | 5          | FACup+CdL       | 0+1             | 0               | 1               | 0               | -                  | -                  | -                  | -                  | -                  | -           | -           | -           | -           | -           | 9      | 0      | 4      | 5      | &0,00      | Risoluz.        |
| Totale Newcastle Utd     | Totale Newcastle Utd     | Totale Newcastle Utd     | 84         | 23         | 23         | 38         |                 | 13              | 5               | 5               | 3               |                    | -                  | -                  | -                  | -                  |             | -           | -           | -           | -           | 97     | 28     | 28     | 41     | 28,87      |                 |
| feb.-giu. 2022           | West Bromwich            | FLC                      | 17         | 6          | 4          | 7          | FACup+CdL       | -               | -               | -               | -               | -                  | -                  | -                  | -                  | -                  | -           | -           | -           | -           | -           | 17     | 6      | 4      | 7      | 35,29      | Sub. 10º        |
| lug.-ott. 2022           | West Bromwich            | FLC                      | 13         | 1          | 8          | 4          | FACup+CdL       | 0+2             | 1               | 0               | 1               | -                  | -                  | -                  | -                  | -                  | -           | -           | -           | -           | -           | 15     | 2      | 8      | 5      | 13,33      | Eson.           |
| Totale West Bromwich     | Totale West Bromwich     | Totale West Bromwich     | 30         | 7          | 12         | 11         |                 | 2               | 1               | 0               | 1               |                    | -                  | -                  | -                  | -                  |             | -           | -           | -           | -           | 32     | 8      | 12     | 12     | 25,00      |                 |
| Totale carriera          | Totale carriera          | Totale carriera          | 912        | 335        | 242        | 335        |                 | 116             | 52              | 25              | 39              |                    | 4                  | 2                  | 1                  | 1                  |             | -           | -           | -           | -           | 1 032  | 389    | 268    | 375    | 37,69      |                 |

## Palmarès

### Giocatore

#### Competizioni nazionali
- Coppa di Lega inglese: 2

Norwich City: 1984-1985
Manchester United: 1991-1992
- Campionato inglese di seconda divisione: 1

Norwich City: 1985-1986
- Coppa d'Inghilterra: 3

Manchester United: 1989-1990, 1993-1994, 1995-1996
- Charity Shield: 3

Manchester United: 1990, 1993, 1994
- Campionato inglese: 3

Manchester United: 1992-1993, 1993-1994, 1995-1996

#### Competizioni internazionali
- Coppa delle Coppe: 1

Manchester United: 1990-1991
- Supercoppa UEFA: 1

Manchester United: 1991